# Église Saint-Pierre-et-Saint-Paul de Vauchonvilliers
Pour les articles homonymes, voir Église Saint-Pierre-et-Saint-Paul.
L'église Saint-Pierre-et-Saint-Paul est une église située à Vauchonvilliers, en France.

## Localisation
L'église est située sur la commune de Vauchonvilliers, dans le département français de l'Aube.

## Historique
L'édifice est inscrit au titre des monuments historiques en 1989.

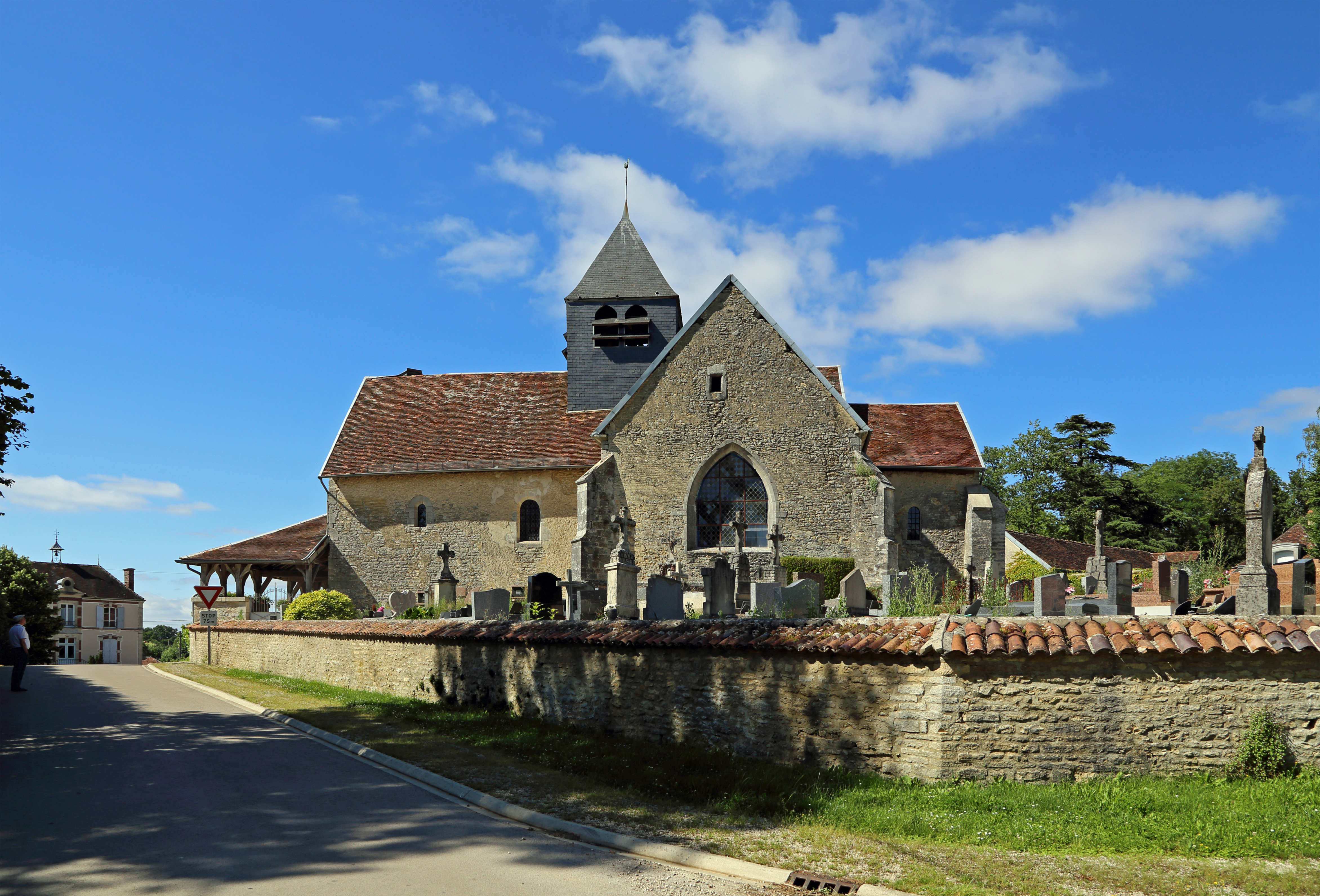
L'église et le cimetière, vus de l'est.